# استون د یونگ
استون د یونگ (هلندی: Steven de Jongh؛ زادهٔ ۲۵ نوامبر ۱۹۷۳) دوچرخه‌سوار اهل هلند است.